# Estación de Serín
Serín es una estación de ferrocarril situada en la parroquia homónima en el municipio español de Gijón, en el Principado de Asturias. Forma parte de la línea C-1 de Cercanías Asturias. 

## Situación ferroviaria
La estación se encuentra en el punto kilométrico 159,657 de la línea férrea de ancho ibérico que une Venta de Baños con Gijón a 63 metros de altitud. El tramo es de vía doble y está electrificado.
La estación también es el inicio de la línea que, a través de Poago y Veriña acaba en la estación de Aboño, en el puerto de Gijón. La estación de Poago da servicio a la factoría de Arcelor Mittal de Veriña y la estación de Aboño es un punto de conexión de la Red Ferroviaria de Interés General y la de la Autoridad Portuaria de Gijón.

## Historia
La estación fue abierta al tráfico el 23 de julio de 1874 con la puesta en marcha del tramo Pola de Lena-Gijón de la línea que pretendía unir León con Gijón. La construcción fue obra de la Compañía de los Ferrocarriles de Asturias, Galicia y León creada para continuar con las obras iniciadas por Noroeste anterior titular de la concesión. Sin embargo su situación financiera no fue mucho mejor que la de su antecesora y en 1885 acabó siendo absorbida por Norte. En 1941, la nacionalización del ferrocarril en España supuso la desaparición de esta última y su integración en la recién creada RENFE. 
Desde el 31 de diciembre de 2004 Renfe Operadora explota la línea mientras que Adif es la titular de las instalaciones ferroviarias.

## Servicios ferroviarios

### Cercanías
Forma parte de la línea C-1 de Cercanías Asturias. La unen con Gijón y Oviedo trenes cada 30 minutos los días laborables, mientras que los sábados, domingos y festivos la frecuencia se reduce a una hora. Hacia Puente de los Fierros solo continúan una decena de trenes que se reducen a seis los fines de semana porque el resto de trenes finalizan su trayecto en esta estación.
La duración del viaje es de unos 20 minutos a Oviedo y de algo menos de 15 minutos hasta Gijón en el mejor de los casos.
| procedencia/destino | < estación | Línea | estación >            | destino/procedencia               |
| ------------------- | ---------- | ----- | --------------------- | --------------------------------- |
| Gijón               | Monteana   |       | Villabona-Tabladiello | Pola de LenaPuente de los Fierros |